# Ministerio de Economía y Obras y Servicios Públicos
El Ministerio de Economía y Obras y Servicios Públicos de Argentina fue una cartera de la Administración Pública Nacional de ese país que existió entre 1991 y 1999.

## Historia
En el marco de una reforma del gabinete nacional, fue constituido el Ministerio de Economía y Obras y Servicios Públicos, a través de la Ley N.º 23 930, sancionado el 18 de abril de 1991, promulgado el 22 del mismo mes y año, y publicada en el Boletín Oficial el día siguiente.
El ministerio inicialmente se conformó por siete subsecretarías: Economía, Hacienda, Finanzas Públicas, Empresas Públicas, Industria y Comercio, Coordinación Administración y Técnica; y Agricultura, Ganadería y Pesca. Luego, por decreto del 26 de abril de 1991 del Poder Ejecutivo, el ministerio quedó compuesto por once subsecretarías: Economía; Relaciones Institucionales; Hacienda; Energía Eléctrica; Industria y Comercio; Coordinación Administrativa y Técnica; Agricultura, Ganadería y Pesca; Combustibles; Obras y Servicios Públicos; y Transporte. La Subsecretaría de Combustibles desapareció.
El 6 de agosto de 1991 el Poder Ejecutivo aprobó por decreto n.º 1496/91 la organización del ministerio, el cual quedó constituida por las Subsecretarías de Economía; Hacienda; Energía Eléctrica; Finanzas Públicas; Industria y Comercio; Agricultura, Ganadería y Pesca; Obras y Servicios Públicos; Combustibles; y Transporte. También, pasó a depender del ministerio el Instituto Nacional para la Asistencia Integral a la Pequeña y Mediana Empresa.
El 27 de agosto de 1991, por decreto n.º 1691/91, estas subsecretarías fueron elevadas a secretarías, y el ministerio fue conformado por las Secretarías de Agricultura, Ganadería y Pesca; Energía (ex-Subsecretaría de Energía Eléctrica); Economía; Hacienda; Industria y Comercio; Ingresos Públicos (ex-Subsecretaría de Finanzas Públicas); Obras y Servicios Públicos; de Relaciones Institucionales; y Transporte.
En agosto de 1992 por decreto n.º 1594/92 se realizó una nueva modificación; se crearon las Secretarías de Industria, de Minería; de Obras Públicas y Comunicaciones; y de Programación Económica. En agosto de 1993 por decreto n.º 1742/93 se modificó la organización nuevamente y desaparecieron la Secretarías de Economía y de Industria y Comercio; y se introdujo la Secretaría de Comercio e Inversiones.
En diciembre de 1995 el Poder Ejecutivo re-organizó el Ministerio de Economía y Obras y Servicios Públicos, que agregó a su estructura las Secretarías de Coordinación; de Minería e Industria; de Energía, Transporte y Comunicaciones; y Obras Públicas. Dejaron de existir las Secretarías de Energía; de Minería; de Obras Públicas y Comunicaciones; de Industria; y de Transporte
En marzo de 1996 se constituyó la Secretaría de Energía y Transporte, que incluyó la energía eléctrica, las comunicaciones y el transporte. En junio del mismo año el Poder Ejecutivo eliminó cuatro subsecretarías pertenecientes al Ministerio de Economía. En agosto se fusionó la Secretaría de Obras Públicas y la Secretaría de Energía y Transporte en la Secretaría de Obras y Servicios Públicos; y en octubre se deshizo esta última medida.
El 10 de diciembre de 1999 se modificó nuevamente la ley de ministerios y se constituye un nuevo Ministerio de Economía, desapareciendo el Ministerio de Economía y Obras y Servicios Públicos.

## Organismos dependientes
En el marco de la Reforma del Estado, se creó en el ámbito del Ministerio de Economía y Obras y Servicios Públicos, el Ente Nacional Regulador del Gas (ley n.º 24 076, sancionada el 20 de mayo de 1992) y el Ente Nacional Regulador de la Electricidad (ley n.º 24 065, sancionada el 19 de diciembre de 1991). También, en marzo de 1991, se le transfirió el Instituto Nacional para la Asistencia Integral a la Pequeña y Mediana Empresa.
Por decreto n.º 1496 del 6 de agosto de 1991, el Poder Ejecutivo asignó, en el ámbito de la Subsecretaría de Obras y Servicios Públicos, la Dirección Nacional de Vialidad, la Empresa Nacional de Correos y Telégrafos, el Instituto Nacional de Prevención Sísmica, el Instituto Nacional de Ciencia y Técnica Hídricas y Obras Sanitarias de la Nación. Por otro lado, bajo la Subsecretaría de Transporte pasaron a funcionar la Administración General de Puertos, la Empresa Líneas Marítimas Argentinas, Ferrocarriles Argentinos y Ferrocarriles Metropolitanos.
En 1991 se creó el Instituto Nacional de Semillas (decreto n.º 2817/91 del presidente Carlos Saúl Menem). En 1995 se creó el Instituto Nacional de Propiedad Industrial (ley n.º 24 481). En 1995 también, por ley n.º 24 583 (sancionada el 25 de octubre de 1995 y promulgada el 21 de noviembre del mismo año), se creó el Ente Nacional de Obras Hídricas de Saneamiento, dependiente de la Secretaría de Obras Públicas y Comunicaciones.
Por decreto n.º 660 del 24 de junio de 1996, se le transfirió el Ente Nacional Regulador Nuclear (proveniente del Presidencia de la Nación) y se disuelve el Instituto Nacional para la Asistencia Integral a la Pequeña y Mediana Empresa.
El 14 de octubre de 1996, por decreto n.º 1156/1996, se creó la Administración Federal de Ingresos Públicos (AFIP), dependiente del Ministerio de Economía y Obras y Servicios Públicos. La AFIP se constituyó a partir de la fusión de la Administración Nacional de Aduanas y la Dirección General Impositiva.